# Crookston (Minnesota)
Crookston ist eine Stadt (mit dem Status „City“) und Verwaltungssitz des Polk County im US-amerikanischen Bundesstaat Minnesota. Crookston ist Bestandteil der Metropolregion Greater Grand Forks. Das U.S. Census Bureau hat bei der Volkszählung 2020 eine Einwohnerzahl von 7.482 ermittelt.
In Crookston befindet sich der Sitz des katholischen Bistums Crookston. Weiterhin ist Crookston einer von fünf Standorten des University of Minnesota System mit rund 1800 Studenten.

## Geografie
Crookston liegt im Nordwesten Minnesotas beiderseits des Red Lake River, einem rechten Nebenfluss des die Grenze zum westlich benachbarten North Dakota bildenden Red River of the North. Die Stadt erstreckt sich über eine Fläche von 13,34 km².
Benachbarte Orte von Crookston sind Huot (23 km nordöstlich), Fertile (37,9 km südöstlich), Beltrami (28,5 km südlich), Climax (27,6 km südwestlich) und Fisher (18,3 westlich).
Neben Grand Forks in North Dakota (40,7 km westnordwestlich) sind die nächstgelegenen größeren Städte Fargo in North Dakota (113 km südlich), Winnipeg in der kanadischen Provinz Manitoba (265 km nördlich), Duluth am Oberen See (386 km ostsüdöstlich) und Minneapolis (464 km südöstlich).
Die Grenze zu Kanada befindet sich 152 km nördlich.

## Verkehr
In Crookston kreuzt der entlang des Red Lake River führende U.S. Highway 2 den von Nord nach Süd verlaufenden U.S. Highway 75. Alle weiteren Straßen sind untergeordnete Landstraßen, teils unbefestigte Fahrwege sowie innerörtliche Verbindungsstraßen.

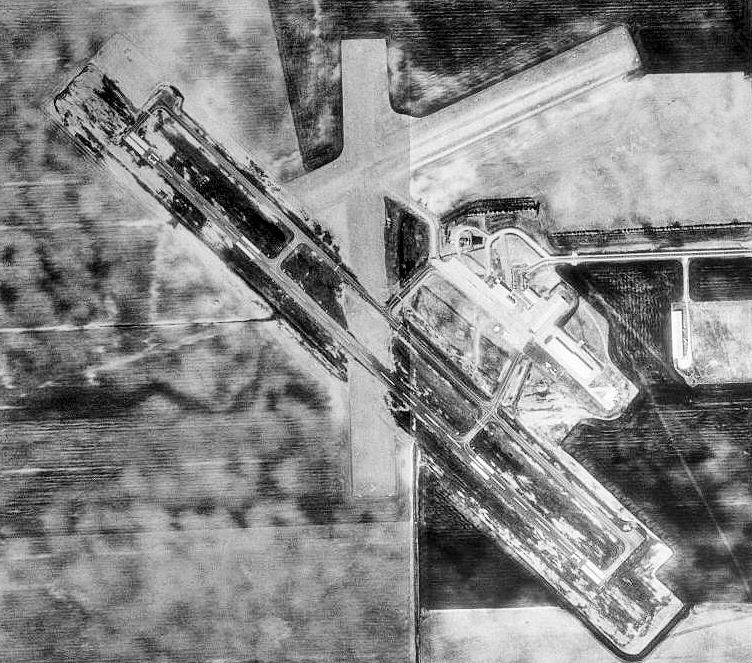
Der Crookston Municipal Airport

In Crookston treffen mehrere Eisenbahnlinien für den Frachtverkehr zusammen, die zur regionalen Eisenbahngesellschaft Grand Forks Subdivision gehören.
In Crookston befindet sich der nördliche Endpunkt des Agassiz Recreational Trail, eines kombinierten Fuß- und Fahrradweges auf einer ehemaligen Eisenbahnstrecke.

Nördlich des Stadtrandes von Crookston befindet sich mit dem Crookston Municipal Airport ein kleiner Flugplatz. Die nächsten internationalen Flughäfen sind der Hector International Airport in Fargo (116 km südlich), der Winnipeg James Armstrong Richardson International Airport (267 km nördlich) und der Minneapolis-Saint Paul International Airport (487 km südöstlich).

## Demografische Daten
Nach der Volkszählung im Jahr 2010 lebten in Crookston 7891 Menschen in 3109 Haushalten. Die Bevölkerungsdichte betrug 591,5 Einwohner pro Quadratkilometer. In den 3109 Haushalten lebten statistisch je 2,27 Personen.
Ethnisch betrachtet setzte sich die Bevölkerung zusammen aus 90,2 Prozent Weißen, 1,4 Prozent Afroamerikanern, 1,7 Prozent amerikanischen Ureinwohnern, 1,6 Prozent Asiaten sowie 2,8 Prozent aus anderen ethnischen Gruppen; 2,3 Prozent stammten von zwei oder mehr Ethnien ab. Unabhängig von der ethnischen Zugehörigkeit waren 11,0 Prozent der Bevölkerung spanischer oder lateinamerikanischer Abstammung.
22,3 Prozent der Bevölkerung waren unter 18 Jahre alt, 62,2 Prozent waren zwischen 18 und 64 und 15,5 Prozent waren 65 Jahre oder älter. 50,6 Prozent der Bevölkerung war weiblich.

Das mittlere jährliche Einkommen eines Haushalts lag bei 42.297 USD. Das Pro-Kopf-Einkommen betrug 20.064 USD. 18,7 Prozent der Einwohner lebten unterhalb der Armutsgrenze.

## Bekannte Bewohner
- Joseph H. Ball (1905–1993) – republikanischer US-Senator von Minnesota – geboren in Crookston[10]
- John Michael Noah (1927–2015) – war ein in Crookston geborener Eishockeyspieler
- Halvor Steenerson (1852–1926) – langjähriger republikanischer Abgeordneter des US-Repräsentantenhauses – lebte und wirkte lange in Crookston und ist auf dem Oakdale Cemetery beigesetzt[11][12]